# Khillari
La Khillari ou khilari est une race bovine indienne. Elle appartient à la sous-espèce zébuine de Bos taurus.
Elle peut aussi porter les noms de Thillar, Shikari ou Mandeshi.

## Origine
C'est une race élevée en Inde, principalement dans les états de Maharastra et Karnataka. Elle proviendrait du métissage des races hallikar et amrit Mahal.
Elle est élevée par une tribu de pasteurs nommés Thillaris.

## Morphologie

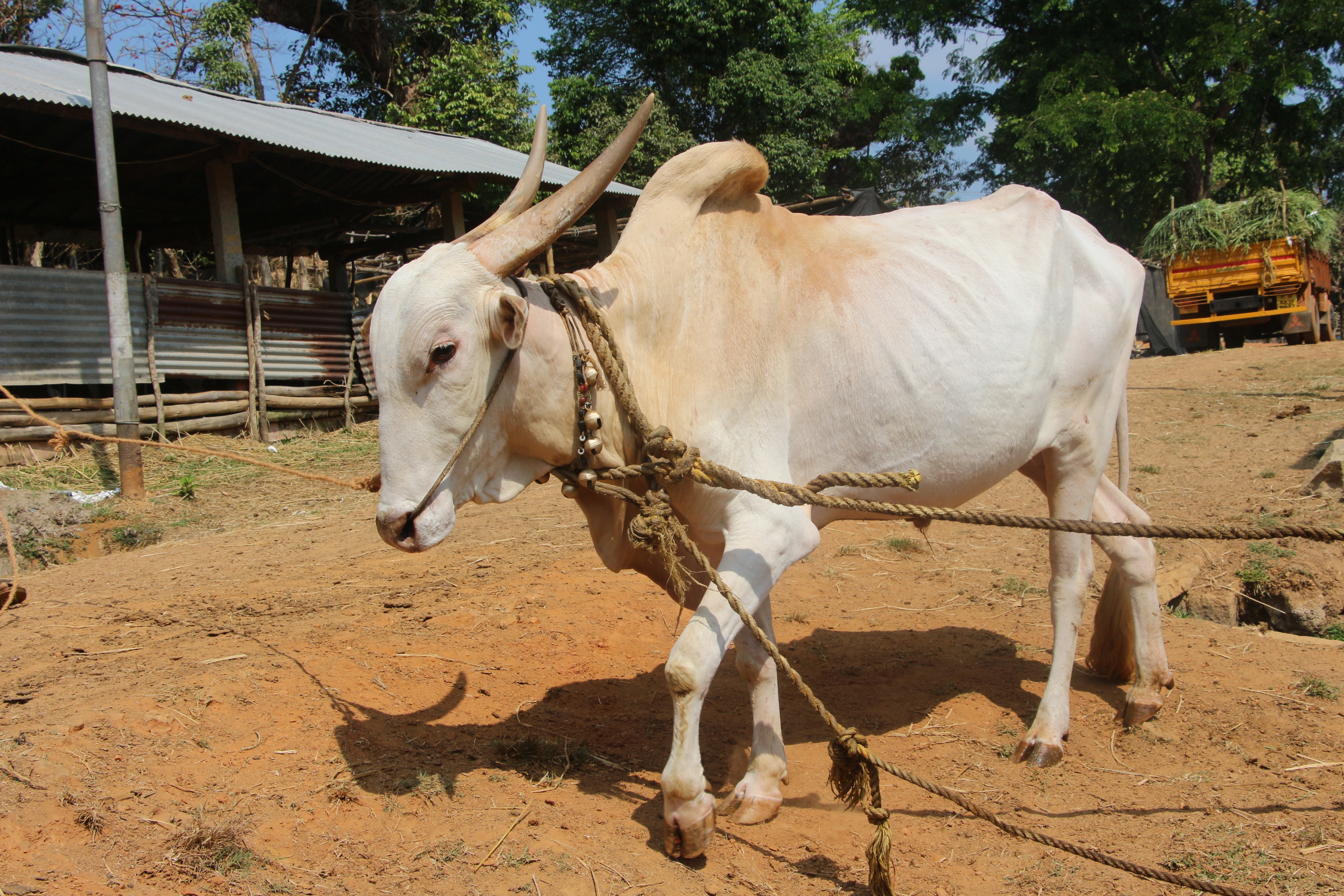
Femelle khillari

Elle porte une robe grise. Le veau nait brun et devient gris vers 6 mois. Les femelles sont presque blanches et les mâles ont une robe grise marquée de gris anthracite au niveau du garrot et du train arrière.
Elle a un aspect caractéristique de « cylindre sur patte ». Les membres sont forts et musclés. La tête est longue et fine. Les cornes sont portées haut et en arrière sur un front légèrement bombé et ridé.

## Aptitudes
Les thillaris élèvent et dressent des bœufs destinés à être vendus. Ils utilisent un peu le lait produit par les vaches, mais avec une production de 442 kg sur 233 jours, elle reste destinée à la consommation familiale.
Ils sont renommés pour leur force de traction, leur endurance et la rusticité de leur alimentation.

## Sources

### Note
1. ↑  La production laitière est généralement exprimée en kilogramme plutôt qu'en litre dans la littérature spécialisée.